# Yakushima
Yakushima (屋久島 (Ốc Cửu đảo)) là một đảo thuộc quần đảo Ōsumi, Nhật Bản. Hòn đảo có diện tích 504,88 km2 (194,94 dặm vuông Anh) với dân số dân số 13.178 người. Về mặt hành chính, hòn đảo là thị trấn Yakushima, bao gồm cả hòn đảo Kuchinoerabu-jima lân cận. Phần lớn diện tích nằm trong ranh giới của Vườn quốc gia Kirishima-Yaku.
Điện năng cung cấp cho hòn đảo này có đến 50% là thủy điện và năng lượng dư thừa đã được sử dụng để sản xuất khí hydro trong một phòng thí nghiệm của Đại học Kagoshima. Hòn đảo là một địa điểm thử nghiệm nghiên cứu xe pin nhiên liệu hydro của hãng Honda.

## Di sản thế giới

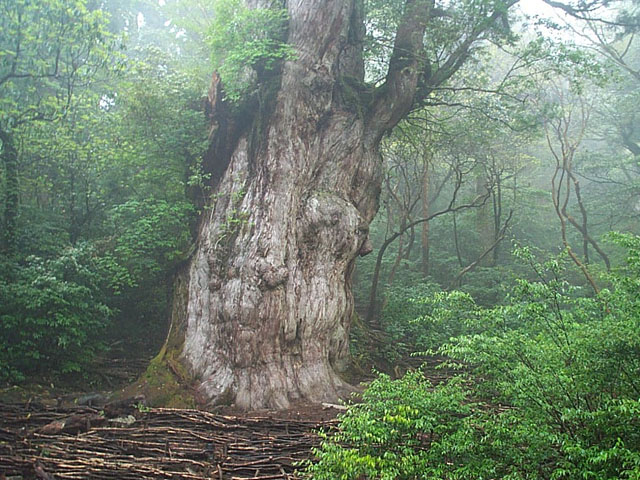
Yaku-sugi (Jōmon-sugi)

Năm 1980, khu vực có diện tích 18.958 ha (46.850 mẫu Anh) được UNESCO công nhận là Khu dự trữ sinh quyển thế giới. Năm 1993, 10 hecta đất ngập nước tại Nagata-hama được công nhận là một Vùng đất ngập nước có tầm quan trọng quốc tế theo Công ước Ramsar. Đây là nơi làm tổ lớn nhất của loài Rùa Quản Đồng có nguy cơ tuyệt chủng ở Bắc Thái Bình Dương. Khu rừng cổ ôn đới độc đáo của Yakushima đã trở thành một Di sản thế giới của UNESCO từ năm 1993. Mỗi năm có khoảng 300.000 du khách ghé thăm hòn đảo này.

## Địa lý
Hòn đảo nằm ở mũi phía nam của bán đảo Ōsumi, phía nam đảo Kyushu khoảng 61,3 km, cách Kagoshima 135 kilômét (73 nmi) về phía nam. Eo biển Vincennes chia tách hòn đảo với hòn đảo Tanegashima nằm gần đó, nơi có Trung tâm Vũ trụ Nhật Bản. Những lần thử nghiệm tên lửa định kỳ trên đảo Tanegashima có thể thấy được từ Yakushima.
Nền móng của hòn đảo là đá granit nên trên đảo không có núi lửa hoạt động. Hòn đảo có diện tích khoảng 504,5 kilômét vuông (194,8 dặm vuông Anh) với hình dạng gần như tròn, chu vi 89 kilômét (55 mi) và đường kính 28 kilômét (17 mi). Điểm cao nhất trên đảo là Miyanouradake cao 1.935 mét và Nagatadake cao 1.886 mét. Đảo Yakushima có đến 30 đỉnh núi cao trên 1000 mét và có rất nhiều các suối nước nóng.

## Lịch sử
Yakushima được định cư từ Thời kỳ Jōmon. Nó lần đầu được đề cập trong các tài liệu văn bản thời nhà Tùy của Trung Quốc thế kỷ thứ 6 và trong Shoku Nihongi của Nhật Bản tại một văn bản năm 702. Nó như là một phần của tỉnh Tane cổ đại và thường được nhắc đến trong nhật ký của du khách giữa nhà Đường của Trung Quốc và thời kỳ Nara Nhật Bản. Trong thời kỳ Edo, hòn đảo được cai trị bởi Gia tộc Shimazu ở Lãnh địa Satsuma và được coi là một phần của tỉnh Ōsumi. Trong quá trình Cải cách Minh Trị, hòn đảo được quản lý như là một phần của tỉnh Kagoshima. Năm 2017, hòn đảo bị cơn bão Noru đi qua, khiến một người trên đảo thiệt mạng.

## Nhân khẩu học
Dân số trên đảo đạt đỉnh cao vào năm 1960 với 24.010 cư dân, sau đó là suy thoái cho đến năm 1995 và ổn định dần với 13.000 cư dân. Nền kinh tế truyền thống chủ yếu dựa vào lâm nghiệp, xuất khẩu các sản phẩm từ gỗ, chủ yếu là ván gỗ tuyết tùng và đánh bắt cá thương mại. Hiện nay, trồng cam, chè, chưng cất rượu Shōchū và du lịch là những hoạt động đem lại thu nhập chính cho người dân trên đảo.

## Động thực vật
Hòn đảo có một trong những khu rừng thường xanh lớn nhất tại quần đảo Nansei cùng với vùng sinh thái đang bị đe dọa tuyệt chủng. Loài động vật bản địa lớn trên đảo là Khỉ Yakushima và Hươu sao. Loài Lửng chó Nhật Bản thường thấy ở đảo nhưng không phải là loài có nguồn gốc từ Yakushima. Triết Nhật Bản cũng là một loài có thể bắt gặp trên đảo. Hòn đảo là nơi di trú của loài Rùa Quản Đồng và các loài cá heo ngoài khơi. Khu vực ven đảo là rạn san hô, tuy rằng mật độ thấp hơn nhiều so với các đảo xa khác của Okinawa.
Đảo Yakushima nổi tiếng với thảm thực vật tuơi tốt hầu hết đã được ghi lại từ thời kỳ Edo nhưng đã được trồng lại và gieo hạt rộng rãi từ cuối những năm 1960, khi khu công tác bảo tồn được thành lập. Ngoài các khu rừng thứ sinh này, hòn đảo còn có một số khu rừng nguyên sinh còn xót lại, chủ yếu là của loài Liễu sam hay Tuyết tùng Nhật Bản, được biết đến là Yakusugi (屋 久 杉), trong đó có cây Jōmon Sugi nổi tiếng, vì tuổi của nó ước tính từ thời kỳ Jōmon, cách đây 2.300 năm. Ngoài ra, hòn đảo có hơn 50 loài hoa đặc hữu, đặc biệt là Đỗ quyên, hàng trăm loài rêu đặc hữu quý hiếm và một số loài khác.

## Khí hậu
Hòn đảo có khí hậu cận nhiệt đới ẩm với mùa hè nóng ẩm và mùa đông ôn hòa. Lượng mưa cao, với khoảng 250 milimét (9,8 in) mỗi tháng, và có thể lên tới 773 milimét (30,4 in) vào tháng 6 khiến hòn đảo là nơi ẩm ướt nhất tại Nhật Bản, và một trong những nơi có lượng mưa cao nhất thế giới với 4.000 đến 10.000 mm (160 đến 390 in) mỗi năm. Người dân địa phương cho hay, mưa có thể lên tới "35 ngày mỗi tháng". Mưa ít hơn vào mùa thu và đông, còn mùa xuân và hè là thời điểm thường xảy ra những trận mưa lớn khiến sạt lở đất. Đây là nơi cực nam của Nhật Bản có tuyết trên các đỉnh núi, thường là kéo dài trong nhiều tháng, trong khi ngoài đại dương nhiệt độ không bao giờ dưới 19 °C (66 °F).
| Dữ liệu khí hậu của Yakushima                           | Dữ liệu khí hậu của Yakushima | Dữ liệu khí hậu của Yakushima | Dữ liệu khí hậu của Yakushima | Dữ liệu khí hậu của Yakushima | Dữ liệu khí hậu của Yakushima | Dữ liệu khí hậu của Yakushima | Dữ liệu khí hậu của Yakushima | Dữ liệu khí hậu của Yakushima | Dữ liệu khí hậu của Yakushima | Dữ liệu khí hậu của Yakushima | Dữ liệu khí hậu của Yakushima | Dữ liệu khí hậu của Yakushima | Dữ liệu khí hậu của Yakushima |
| Tháng                                                   | 1                             | 2                             | 3                             | 4                             | 5                             | 6                             | 7                             | 8                             | 9                             | 10                            | 11                            | 12                            | Năm                           |
| ------------------------------------------------------- | ----------------------------- | ----------------------------- | ----------------------------- | ----------------------------- | ----------------------------- | ----------------------------- | ----------------------------- | ----------------------------- | ----------------------------- | ----------------------------- | ----------------------------- | ----------------------------- | ----------------------------- |
| Cao kỉ lục °C (°F)                                      | 25.3 (77.5)                   | 26.1 (79.0)                   | 29.6 (85.3)                   | 29.8 (85.6)                   | 31.9 (89.4)                   | 34.8 (94.6)                   | 35.2 (95.4)                   | 35.4 (95.7)                   | 34.7 (94.5)                   | 31.0 (87.8)                   | 30.7 (87.3)                   | 25.7 (78.3)                   | 35.4 (95.7)                   |
| Trung bình ngày tối đa °C (°F)                          | 14.4 (57.9)                   | 15.2 (59.4)                   | 17.5 (63.5)                   | 21.1 (70.0)                   | 24.3 (75.7)                   | 26.8 (80.2)                   | 30.4 (86.7)                   | 30.6 (87.1)                   | 28.7 (83.7)                   | 24.9 (76.8)                   | 20.9 (69.6)                   | 16.6 (61.9)                   | 22.6 (72.7)                   |
| Trung bình ngày °C (°F)                                 | 11.6 (52.9)                   | 12.1 (53.8)                   | 14.3 (57.7)                   | 17.7 (63.9)                   | 20.8 (69.4)                   | 23.6 (74.5)                   | 26.9 (80.4)                   | 27.2 (81.0)                   | 25.5 (77.9)                   | 21.9 (71.4)                   | 17.9 (64.2)                   | 13.6 (56.5)                   | 19.4 (67.0)                   |
| Tối thiểu trung bình ngày °C (°F)                       | 8.7 (47.7)                    | 9.1 (48.4)                    | 11.1 (52.0)                   | 14.2 (57.6)                   | 17.3 (63.1)                   | 20.7 (69.3)                   | 23.7 (74.7)                   | 24.2 (75.6)                   | 22.6 (72.7)                   | 19.0 (66.2)                   | 14.9 (58.8)                   | 10.6 (51.1)                   | 16.3 (61.4)                   |
| Thấp kỉ lục °C (°F)                                     | 1.1 (34.0)                    | 0.7 (33.3)                    | 1.5 (34.7)                    | 4.5 (40.1)                    | 9.3 (48.7)                    | 13.7 (56.7)                   | 18.3 (64.9)                   | 19.6 (67.3)                   | 15.2 (59.4)                   | 9.1 (48.4)                    | 5.6 (42.1)                    | 2.2 (36.0)                    | 0.7 (33.3)                    |
| Lượng mưa trung bình mm (inches)                        | 272.9 (10.74)                 | 286.7 (11.29)                 | 428.1 (16.85)                 | 421.7 (16.60)                 | 441.0 (17.36)                 | 773.6 (30.46)                 | 311.9 (12.28)                 | 269.0 (10.59)                 | 406.1 (15.99)                 | 299.6 (11.80)                 | 303.9 (11.96)                 | 262.7 (10.34)                 | 4.477,2 (176.26)              |
| Số ngày mưa trung bình (≥ 0.5 mm)                       | 17.4                          | 15.1                          | 17.9                          | 14.2                          | 14.1                          | 18.0                          | 12.1                          | 14.7                          | 14.5                          | 12.5                          | 13.1                          | 15.0                          | 178.6                         |
| Độ ẩm tương đối trung bình (%)                          | 68                            | 68                            | 71                            | 72                            | 76                            | 83                            | 82                            | 81                            | 79                            | 73                            | 70                            | 68                            | 74                            |
| Số giờ nắng trung bình tháng                            | 73.7                          | 79.1                          | 107.0                         | 137.9                         | 151.8                         | 115.8                         | 220.8                         | 201.3                         | 145.0                         | 119.9                         | 96.0                          | 84.2                          | 1.532,5                       |
| Nguồn 1: 平年値（年・月ごとの値）                       |                               |                               |                               |                               |                               |                               |                               |                               |                               |                               |                               |                               |                               |
| Nguồn 2: 観測史上1～10位の値（7月としての値） (records) |                               |                               |                               |                               |                               |                               |                               |                               |                               |                               |                               |                               |                               |

Tuy nhiên, hòn đảo lại chịu ảnh hưởng từ các khu vực ô nhiễm nặng nề của Trung Quốc. Loài Thông trắng Yakushima trên đảo có thể là đã bị ảnh hưởng từ các hoạt động đốt than và khí thải ô tô.

## Văn hóa
Hòn đảo là nguồn cảm hứng cho bối cảnh của bộ phim anime Mononoke Hime của đạo diễn Miyazaki Hayao, và khu rừng trong game Metal Gear Solid 3: Snake Eater.
Nhân vật hư cấu Jin Kazama trong game Tekken được sinh ra tại hòn đảo. Còn Eiji Miyake, nhân vật chính trong cuốn tiểu thuyết Number9 Dream của David Mitchell đến từ Yakushima. Các phần của cuốn tiểu thuyết nói về thời trẻ của nhân vật nói về câu chuyện trên đảo.